# 테스트베드
테스트베드(testbed)는 과학 이론, 계산 도구, 신기술에 대해 엄격하고 투명하고 재현 가능한 테스트를 수행하기 위한 플랫폼이다.
이 용어는 실험적인 연구 및 신제품 개발 플랫폼과 환경을 기술하기 위한 수많은 원리들을 따른다.

## 소프트웨어 개발

### 예
아레나 웹 브라우저는 HTML, 종속형 시트(CSS), PNG, libwww 테스트를 위해 W3C와 유럽 입자 물리 연구소가 개발하였다. 아레나는 새로운 웹 표준들을 테스트하기 위해 아마야로 대체되었다.
라인 모드 브라우저는 샘플 및 테스트 애플리케이션으로서 libwww 라이브러리와 통신하기 위한 새로운 기능을 갖추었다.
libwww는 또한 개발 중인 네트워크 프로토콜을 테스트하거나 새로운 프로토콜을 시험하기 위해 개발되었다.